# Blood on the Dance Floor (band)
Blood on the Dance Floor was een Amerikaanse elektronicagroep die van origine uit Orlando, Florida komt, maar zich later in Phoenix vestigde.

## Geschiedenis
De band werd in 2007 gevormd en bestaat uit Dahvie Vanity en Jayy von Monroe. Muzikaal gezien zijn ze beïnvloed door elektronica, crunk, alternatieve rock, post-hardcore, dubstep, pop en hiphop. Met het album Epic op nummer 5 en het album All the Rage op 13 stond Blood on the Dance Floor op de dance/electronic-chart. In september 2013 kwam het album Bad Blood uit en in 2014 Bitchcraft. Het album Cruel Pornography kwam uit op 5 augustus 2015. Hun nieuwe album 'Rip 2006-2016' kwam uit op 24 december 2016.